# Tortequesne
Tortequesne és un municipi francès situat al departament del Pas de Calais i a la regió dels Alts de França. L'any 2007 tenia 716 habitants.

## Demografia

### Població
El 2007 la població de fet de Tortequesne era de 716 persones. Hi havia 268 famílies de les quals 48 eren unipersonals (20 homes vivint sols i 28 dones vivint soles), 72 parelles sense fills, 116 parelles amb fills i 32 famílies monoparentals amb fills.
La població ha evolucionat segons el següent gràfic:
Habitants censats

### Habitatges
El 2007 hi havia 366 habitatges, 269 eren l'habitatge principal de la família, 93 eren segones residències i 4 estaven desocupats. Tots els 273 habitatges eren cases. Dels 269 habitatges principals, 234 estaven ocupats pels seus propietaris, 31 estaven llogats i ocupats pels llogaters i 4 estaven cedits a títol gratuït; 2 tenien una cambra, 6 en tenien dues, 20 en tenien tres, 63 en tenien quatre i 178 en tenien cinc o més. 229 habitatges disposaven pel capbaix d'una plaça de pàrquing. A 94 habitatges hi havia un automòbil i a 137 n'hi havia dos o més.

### Piràmide de població
La piràmide de població per edats i sexe el 2009 era:
| Homes | Edats   | Dones |
| ----- | ------- | ----- |
| 0     | 95 o +  | 0     |
| 0     | 90 a 94 | 0     |
| 4     | 85 a 89 | 4     |
| 4     | 80 a 84 | 0     |
| 8     | 75 a 79 | 16    |
| 12    | 70 a 74 | 4     |
| 8     | 65 a 69 | 32    |
| 4     | 60 a 64 | 20    |
| 12    | 55 a 59 | 16    |
| 32    | 50 a 54 | 24    |
| 24    | 45 a 49 | 40    |
| 24    | 40 a 44 | 24    |
| 32    | 35 a 39 | 24    |
| 16    | 30 a 34 | 28    |
| 16    | 25 a 29 | 24    |
| 28    | 20 a 24 | 16    |
| 48    | 15 a 19 | 16    |
| 16    | 10 a 14 | 20    |
| 20    | 5 a 9   | 24    |
| 8     | 0 a 4   | 28    |

## Economia
El 2007 la població en edat de treballar era de 490 persones, 347 eren actives i 143 eren inactives. De les 347 persones actives 318 estaven ocupades (182 homes i 136 dones) i 29 estaven aturades (11 homes i 18 dones). De les 143 persones inactives 44 estaven jubilades, 43 estaven estudiant i 56 estaven classificades com a «altres inactius».

### Ingressos
El 2009 a Tortequesne hi havia 275 unitats fiscals que integraven 733 persones, la mediana anual d'ingressos fiscals per persona era de 18.375 €.

### Activitats econòmiques
Dels 13 establiments que hi havia el 2007, 2 eren d'empreses de construcció, 3 d'empreses de comerç i reparació d'automòbils, 1 d'una empresa d'hostatgeria i restauració, 1 d'una empresa financera, 1 d'una empresa immobiliària, 2 d'empreses de serveis, 2 d'entitats de l'administració pública i 1 d'una empresa classificada com a «altres activitats de serveis».
Dels 4 establiments de servei als particulars que hi havia el 2009, 1 era un taller de reparació d'automòbils i de material agrícola, 1 electricista, 1 empresa de construcció i 1 restaurant.
L'únic establiment comercial que hi havia el 2009 era una floristeria.
L'any 2000 a Tortequesne hi havia 4 explotacions agrícoles.

## Equipaments sanitaris i escolars
El 2009 hi havia una escola elemental.

## Poblacions més properes
El següent diagrama mostra les poblacions més properes.